# Les Grands Romans
Les Grands romans est une collection éditée chez Ferenczi dans les années 1920.

## Liste des titres
- 1 L'Enfant du pavé par Arthur Bernède, 1923
- 2 La Dévorante par Léon Sazie
- 3 Rose Fauvette par Maxime La Tour, 1923
- 4 Les Yeux d'or par Georges Le Faure, 1923
- 5 Satanas par Gabriel Bernard
- 6 Le Roman d'une chanteuse par Arthur Bernède, 1923
- 7 Les Deux Gamines par Louis Feuillade et Paul Cartoux
- 8 Les Briseurs d'amour par H.-J. Magog, 1925
- 13 Mensonges de femme par Léon Sazie, 1924
- 14 Mariage d'amour par Michel Morphy, 1924
- 29 Le Christ du faubourg par Maxime La Tour, 1925
- 30 Les Princesses du trottoir par Aristide Bruant, 1926
- 31 La Voleuse de bonheur par Léon Sazie
- 32 Chiffonnette par Jean Demais, 1926
- 33 La Proie par Georges Le Faure
- 34 Des rires et des larmes par Fernand Peyre
- 35 Éternel amour par Maxime La Tour
- 36 Vivre pour aimer par Gilles Rosmont
- 37 La Capitaine par Jean de La Hire
- 38 Deux cœurs de femmes par H.-J. Magog
- 39 Esclave d'une courtisane par Arthur Bernède
- 40 Le Drame de Saint-Raphaël par Gabriel Bernard, 1926
- 41 Le Martyre de Lucienne par Léon Sazie
- 42 Une femme se venge par Georges Le Faure
- 43 La Môme aux violettes par Maxime La Tour
- 44 Le Regard mortel par Jean Bonnéry, 1926
- 45 Bel Amour par Michel Morphy
- 46 Pour les beaux yeux d'une gitane par Paul Cartoux, 1926
- 47 Le Combat pour l'amour par Sylvain Déglantine, 1927
- 48 Cœur d'amante, cœur de mère par Guy de Téramond
- 49 Les Yeux de l'amour par Gabriel Bernard, 1927
- 50 Follement aimé par Louis Gastine, 1927
- 51 Fleurs de mal par Georges Spitzmuller
- 52 Gosse d'amour par Michel Morphy
- 53 Le Calvaire d'une amoureuse par Guy de Téramond
- 54 Les Masques de la haine par H.-J. Magog
- 55 L'Héritage de tante Amour par Maxime La Tour
- 56 Passions dévorantes par Louis Gastine, 1927
- 57 La Conquête d'une âme par Léon Sazie
- 58 Le Serment de l'orpheline par Georges Le Faure
- 59 Les Dompteurs de forces par Jean de La Hire,1927
- 60 Martha l'Espagnole par Guy de Téramond
- 61 Grand seigneur et forçat par Paul de Garros et Henri de Montfort, 1928
- 62 Sept femmes ont disparu par Maxime La Tour, 1928
- 63 Notre-Dame du Faubourg par Claude Rémy